# Lijst van rijksmonumenten in de Reguliersbreestraat
Een overzicht van de 19 rijksmonumenten in de Reguliersbreestraat in Amsterdam.
| Object | Oorspronkelijke functie?  | Bouwjaar               | Architect    | Locatie                | Coördinaten?                  | Nr.?   | Afbeelding                                                  |
| --- | ------------------------- | ---------------------- | ------------ | ---------------------- | ----------------------------- | ------ | ----------------------------------------------------------- |
| Pand met gevel onder met snijwerk versierde rechte lijst waarin vier consoles                                              | Gebouw                    | ca. 1800               |              | Reguliersbreestraat 5  | 52° 22' 1" NB, 4° 53' 38" OL  | 4816   | Meer afbeeldingen                                           |
| Pand met 18e-eeuwse gevel onder rechte lijst met vier consoles                                                             | Gebouw                    | 18e/19e eeuw           |              | Reguliersbreestraat 19 | 52° 22' 0" NB, 4° 53' 40" OL  | 4817   | Meer afbeeldingen                                           |
| Pand met halsgevel waarvan de afdekking verloren is gegaan                                                                 | Gebouw                    | tweede kwart 18e eeuw  |              | Reguliersbreestraat 21 | 52° 22' 0" NB, 4° 53' 40" OL  | 4818   | Meer afbeeldingen                                           |
| Cineac | Welzijn, kunst en cultuur | 1934                   | J. Duiker    | Reguliersbreestraat 31 | 52° 22' 0" NB, 4° 53' 42" OL  | 458911 | Meer afbeeldingen                                           |
| Pand met halsgevel | Gebouw                    | tweede kwart 18e eeuw  |              | Reguliersbreestraat 35 | 52° 21' 60" NB, 4° 53' 43" OL | 4819   | Meer afbeeldingen                                           |
| Pand met gevel onder rechte lijst                                                                                          | Gebouw                    | eerste helft 19e eeuw  |              | Reguliersbreestraat 37 | 52° 21' 60" NB, 4° 53' 43" OL | 4820   | Meer afbeeldingen                                           |
| Pand met halsgevel | Gebouw                    | tweede kwart 18e eeuw  |              | Reguliersbreestraat 39 | 52° 21' 60" NB, 4° 53' 43" OL | 4821   | Meer afbeeldingen                                           |
| Pand met gevel onder rechte lijst                                                                                          | Gebouw                    | eerste helft 19e eeuw  |              | Reguliersbreestraat 41 | 52° 21' 59" NB, 4° 53' 43" OL | 4822   | Meer afbeeldingen                                           |
| Pand met gevel onder gesneden rechte lijst                                                                                 | Gebouw                    | eerste kwart 19e eeuw  |              | Reguliersbreestraat 45 | 52° 21' 59" NB, 4° 53' 44" OL | 4823   | Meer afbeeldingen                                           |
| Huis achter gezamenlijke gevel met het nr 47                                                                               | Gebouw                    | derde kwart 18e eeuw   |              | Reguliersbreestraat 49 | 52° 21' 59" NB, 4° 53' 44" OL | 4825   | Meer afbeeldingen                                           |
| Pand met gevel onder rechte lijst                                                                                          | Gebouw                    | eerste helft 19e eeuw  |              | Reguliersbreestraat 51 | 52° 21' 59" NB, 4° 53' 45" OL | 4826   | Meer afbeeldingen                                           |
| Pand met halsgevel met gedeelde vleugelstukken                                                                             | Gebouw                    | tweede kwart 18e eeuw  |              | Reguliersbreestraat 4  | 52° 22' 0" NB, 4° 53' 37" OL  | 4827   | Meer afbeeldingen                                           |
| Drukkerij, bedrijfsruimte en kantoorgebouw voor de huisvesting van de Amsterdamsche Courant en de Stoomdrukkerij De Fakkel | Nijverheid                | 1900                   | W. Kromhout  | Reguliersbreestraat 8  | 52° 21' 60" NB, 4° 53' 37" OL | 518509 | Upload foto                                                 |
| Theater Tuschinski | Welzijn, kunst en cultuur | 1918-1921              | H.L. de Jong | Reguliersbreestraat 26 | 52° 21' 59" NB, 4° 53' 40" OL | 4828   | Meer afbeeldingen                                           |
| Pand met 18e-eeuwse gevel onder uit- en ingezwenkte top met rollagen en afsluitend lijstje                                 | Gebouw                    | 18e/19e eeuw           |              | Reguliersbreestraat 36 | 52° 21' 59" NB, 4° 53' 42" OL | 4829   | Meer afbeeldingen                                           |
| Hoekhuis met gevel onder gesneden rechte lijst met consoles                                                                | Gebouw                    | laatste kwart 18e eeuw |              | Reguliersbreestraat 38 | 52° 21' 59" NB, 4° 53' 43" OL | 4830   | Hoekhuis met gevel onder gesneden rechte lijst met consoles |
| Pand met gevel onder getoogde lijst met consoles                                                                           | Gebouw                    | laatste kwart 18e eeuw |              | Reguliersbreestraat 40 | 52° 21' 59" NB, 4° 53' 43" OL | 4831   | Meer afbeeldingen                                           |
| Pand met halsgevel | Gebouw                    | ca. 1725               |              | Reguliersbreestraat 44 | 52° 21' 59" NB, 4° 53' 44" OL | 4832   | Meer afbeeldingen                                           |
| Pand met halsgevel | Gebouw                    | ca. 1725               |              | Reguliersbreestraat 46 | 52° 21' 59" NB, 4° 53' 44" OL | 4833   | Meer afbeeldingen                                           |